# Мечи (река)
Мечи (англ. Mechi River, непальск. मेची नदी) — река на востоке Непала и северо-востоке Индии, приток реки Махананда, которая в свою очередь несёт свои воды в Ганг.
Мечи берёт начало в районе хребта Махабхарат на востоке Непала. В среднем течении формирует границу между Непалом и индийским штатом Западная Бенгалия. В нижнем течении протекает по территории индийского штата Бихар, впадает в реку Махананда на территории округа Кишангандж, к северу от города Кишангандж. Площадь бассейна реки Махананда, частью которого является и бассейн Мечи, составляет 8088 км² в Непале и 11 520 км² — в Индии.